# Taksar
Taksar est une ville du Népal située dans la zone de Koshi et dans le district de Bhojpur. Au recensement de 2011, la ville comptait 3 350 habitants.